# Concerto brandeburghese n. 3
Il musicologo A. Basso ha individuato nel complesso dei sei Concerti brandeburghesi una struttura bipartita, una chiara divisione cioè tra i primi tre e gli ultimi tre concerti. A chiusura di ciascuna delle due parti il compositore ha inserito due composizioni non strettamente in forma di "concerto", ma di struttura polifonica, affidati esclusivamente a strumenti ad arco. 
L'elemento caratterizzante del Terzo concerto (BWV1048) risulta così essere la parità di importanza tra gli strumenti: non più episodi solistici alternati a momenti d'insieme, o un trattamento "concertante" di coppie di strumenti, ma blocchi orchestrali che annullano le differenze. La stessa forma dell'opera è assolutamente originale: non più tre ma due movimenti, il secondo dei quali diviso in due parti come le arcaiche "sonate da chiesa". 
Tra le due parti del secondo movimento Bach ha collocato un "cadenza" frigia, ovvero un episodio ad libitum, privo di riferimenti tematici ed elementi formali, una specie di improvvisazione scritta nel modo frigio. La cadenza diventerà nella forma concertistica pre-romantica e romantica, da Mozart in poi, il momento solistico per eccellenza, una finestra virtuosistica affidata all'esecutore e sganciata dal resto del componimento, quasi sempre scritta dall'autore ma alcune volte affidata all'improvvisazione del solista. Nel caso di questo Terzo concerto, il significato da attribuire a questa cadenza è di difficile interpretazione, poiché essa non si giustifica né dal punto di vista della forma né da quello del trattamento armonico, ovvero non è un ponte tra i due brani del secondo movimento in quanto entrambi sono nella stessa tonalità (Sol maggiore). Oggi si ritiene che essa indichi all'esecutore la possibilità di aprire una pausa d'attesa tra le due metà del movimento, in forma di adagio e liberamente improvvisata.